# Wolfgang-Andreas Schultz
Wolfgang-Andreas Schultz (* 7. September 1948 in Hamburg) ist ein deutscher Komponist, Hochschullehrer, Musiktheoretiker und Musikwissenschaftler.

## Biographie
Ersten Klavierunterricht erhielt er im Alter von acht Jahren bei seinem Vater, dem Kirchenmusiker Kurt-Otto Schultz. 1960 begann er bei Alfred Günther am Hamburger Konservatorium das Cellospiel zu erlernen. Seine etwa zeitgleich unternommenen ersten Kompositionsversuche wurden von sporadischen Unterweisungen in Musiktheorie bei der Komponistin Felicitas Kukuck begleitet. Ab 1962 nahm er bei Peter Hartmann am Hamburger Konservatorium Theorieunterricht, welcher später durch Kompositionsunterricht bei Walter Steffens und Dieter Gostomsky am selben Institut ergänzt wurde.
Nach dem Abitur 1968 begann Schultz an der Universität Hamburg Musikwissenschaft, Philosophie und Germanistik zu studieren. 1970 erhielt er für seine Vier Lieder nach Gedichten von Georg Trakl seinen ersten Kompositionspreis und im Jahr darauf einen Lehrauftrag für Musiktheorie am Hamburger Konservatorium. 1972–1975 studierte er Komposition und Musiktheorie bei Ernst Gernot Klussmann an der Musikhochschule Hamburg. Im Fach Musikwissenschaft wurde er 1974 mit einer Dissertation über Die freien Formen in der Musik des Expressionismus und Impressionismus promoviert. 1975 legte er die Diplomprüfung in Musiktheorie und Komposition ab. Das Kompositionsstudium setzte er anschließend bei György Ligeti fort. 1977 wurde er Dozent an der Hamburger Musikhochschule und Assistent Ligetis, wobei er dessen Studenten in den Disziplinen Harmonielehre, Kontrapunkt und Instrumentation unterrichtete. 1988 wurde Schultz Professor für Musiktheorie und Komposition.
Schultz hat fünf Bücher sowie zahlreiche Aufsätze zu Fragen der Musikästhetik und -philosophie veröffentlicht. Für sein kompositorisches Schaffen wurde er mehrfach preisgekrönt; so erhielt er unter anderem das Bach-Preis-Stipendium der Stadt Hamburg (1976), den Stuttgarter Förderpreis (1977), den Walter-Scheel-Preis Solingen (1984) und den Kulturpreis des Kreises Pinneberg (1994). Gastvorträge führten ihn nach Youngstown (Ohio/USA), Zürich, Wien, Prag, Aarhus und in zahlreiche deutsche Städte.

## Musik und Musikphilosophie
Schultz ist als Komponist und Theoretiker einer evolutionären Ästhetik und einem ganzheitlichen Menschenbild verpflichtet. Gestaltungselemente der abendländischen Tradition verwendet und transformiert er in seiner Musik ebenso wie solche der Moderne und außereuropäischer Kulturen. Für die Musikentwicklung im 21. Jahrhundert sieht er noch Chancen eines echten Fortschritts im Streben nach einer integralen Musiksprache, welche die Musikstile verschiedener Zeiten und Kulturen zur Synthese bringt. Marksteine zur Verwirklichung dieses Ideals waren für ihn selbst beispielsweise die Verbindung von Atonalität und Tonalität in seiner Oper Sturmnacht (UA 1987, Nürnberg), die Verarbeitung persischer Kunstmusik in der Kammersymphonie Die Sonne von Tabriz (UA 1998, Halle) oder der interkulturelle Stilpluralismus seiner 1997 in Kassel uraufgeführten Oper Achill unter den Mädchen (jede Person wird darin durch eine andere Musikkultur charakterisiert).
Als Musikphilosoph steht Schultz in Opposition zu jener abstrakten Avantgarde, die den „Materialfortschritt“ (im Sinne Adornos) zum Dogma erhoben hat. Er betrachtet Musik als Sprache, die auch für ein breiteres Publikum verständlich sein sollte und die emotional berühren darf. Als Brücke zum Hörer dient ihm nicht selten ein außermusikalisches Thema oder Bild. Gleichzeitig ist die Musik des Ligeti-Schülers Schultz durchaus komplex gestaltet und durch die ihr eigene „Spiritualität“ auch geistig anspruchsvoll (Schultz bezeichnet fast alle seine Kompositionen als „spirituelle Musik“). Zu seinen Hauptwerken zählen seine Opern – insbesondere die beiden abendfüllenden Bühnenwerke Sturmnacht und Achill unter den Mädchen – sowie die großorchestralen Symphonien und Konzerte. Seine Musikphilosophie hat er 1997 unter dem Titel Damit die Musik nicht aufhört... in Buchform veröffentlicht; über seine Kompositionstechnik gibt er Auskunft im 2001 erschienenen Buch Das Ineinander der Zeiten. Kompositionstechnische Grundlagen eines evolutionären Musikdenkens.

## Werkverzeichnis

### Kompositionen
Verlage: Boosey & Hawkes/Benjamin, Schott/Astoria

#### Bühnenwerke
- Das Federgewand (1978), Kammeroper
- Talpa (1979), Kammeroper
- Sturmnacht (1980–1982), Oper in 2 Akten
- Achill unter den Mädchen (1993–1995), Oper in einem Akt

#### Orchesterwerke
- Mythische Landschaft (1975), Fantasiestück für großes Orchester
- In Paradisum deducant Angeli (1983–1984/rev. 1996), Symphonische Legende für großes Orchester
- Zwei Nachtstücke (1972/rev. 1992) für Solo-Flöte, Frauenchor (oder Soli), Harfe, Klavier/Celesta und Streicher (1. Flötenkonzert)
- Konzert für Viola da Gamba und Orchester (1976–1977)
- Apokalyptische Vision (1987–1988) Adagio und Fuge nach dante für großes Orchester
- Abendländisches Lied (1987–1989) Fantasie und Fuge für Englischhorn und Orchester nach einem Gedicht von Georg Trakl
- Shiva (1990–1991) Tanzdichtung für Flöte und Orchester (2. Flötenkonzert)
- Die Sonne von Tabriz (1991–1992) Kammersymphonie für Sopran und 15 Instrumente nach Texten von Dschalal-eddin Rumi
- Lilith (1996–1997) Tanzdichtung für Klarinette und Orchester (Klarinettenkonzert)
- Symphonie Nr. 1 „Die Stimmen von Chartres“ (1998–1999)
- Die Nachtfahrt der Sonne (2000–2001) Symphonie für Klavier und Orchester (2. Symphonie)
- Symphonie Nr. 3 „Die Passion des Lichts“ für Violine und Orchester mit Männerchor (2001–2002)
- Archaische Landschaft mit heilender Trauer (2002–2003) für Streicherensemble
- Was mir die Aeolsharfe erzählt …, eine Fantasie für Streicherensemble (2004)
- Symphonie Nr. 4 „Die Stimmen Andalusiens“ (2005/06) für Sopran und Orchester nach Texten von Ibn'Arabi
- Transfiguration (2006), Bildbeschreibung (nach Raffael) für Orchester
- Divino Orfeo – Musikalische Handlung nach einer Idee von Chalderón für Flöte, Viola, Harfe und Orchester (2007/08)
- Das Magische Theater – ein Doppelkonzert für Violoncello, Klavier und Streichorchester (2008/09)

#### Vokalmusik
- 4 Lieder nach Gedichten von Georg Trakl (1969/rev. 1986) für Tenor und Klavier
- 6 Gedichte von Reiner Kunze (1975) für Sopran und Klavier
- 2 Motetten (1979/rev. 1983) für gemischten Chor
- Variationen über ein Abendlied (1985) Liederzyklus nach Gedichten von Eichendorff, Lenau, Trakl und Bibeltext (Matthäus) für Sopran und Klavier
- Variationen über Thema von Händel (1987) Liederzyklus nach Lenau, Trakl, George und Reiner Kunze für Mezzosopran und Klavier
- Lieder des Mittelalters (1989) 4 Gedichte von Walther von der Vogelweide für Sopran, Flöte, Viola und Harfe
- Die Schöpfung ist zur Ruh gegangen (1991) Motette für Sopran solo nach einem Gedicht von Friedrich Rückert
- Sharakan (2002) Geistlicher Gesang zum Osterfest für Sopran oder Mezzosopran mit Begleitung einer Sonate für Violine solo
- 3 Gedichte von Ossip Mandelstam (in einer Nachdichtung von Paul Celan) für Mezzosopran/Alt und Klavier (2003)

#### Kammermusik
- Streichquartett (Nr. 1) in einem Satz (1973)
- Maria Aegyptiaca (1983) für Baryton/Gambe, Viola und Violoncello nach einem Bild von Tintoretto
- Capriccio Notturno (1984) für Bläserquintett
- Elegien und Capricci (1985), Symphonische Variationen für Klaviertrio
- Eurydike (1988–1989) Zwei Landschaftsbilder für Streichquartett (2. Streichquartett)
- Sonate für Violine und Klavier (1989–1990), Fantasie und Fuge mit gotischer Landschaft
- Fantasie für Viola da Gamba solo (1991), Ricercar mit spanischer Landschaft
- Sonate für Violoncello und Klavier (1997–1998), Landschaft mit Psyche vor dem Palast Amors. Nach einem Bild von Claude Lorrain
- Wandlungen eines gefallenen Engels (2000) für Klarinette solo
- Japanische Nebellandschaft (2003) für Flöte solo
- Landschaft der Horchenden – Vier Menschen, 3. Streichquartett (2004–2005)
- „Im Innern verschlossen…“ (2005/06), Fantasie für Harfe
- Bilder auf dem Grund des Sees – Quartett für Flöte, Violine, Viola und Violoncello (2009/10)

#### Werke für Tasteninstrumente
- Zwei Klavierstücke (1972/rev. 1983) Klage des Narziß – Allegorische Landschaft
- Die Versuchungen des Heiligen Antonius (1984–1985) Fantasie für zwei Klaviere nach einem Roman von Flaubert
- Carceri d'Inventione (1986–1987) 5 polymetrische Studien für Klavier (nach Piranesi)
- „Mein junges Leben hat ein End“ – ein Totenritual (1995–96), Fantasie für Klavier
- Metaphysische Landschaft (1975–1976/rev. 1997) für Orgel
- Totentanz (1986) 7 Holzschnitte für Cembalo

### Schriften (Auswahl)

#### Bücher
- Die freien Formen in der Musik des Expressionismus und Impressionismus. (= Hamburger Beiträge zur Musikwissenschaft. Bd. 14). Dissertation Hamburg 1974. Verlag Karl Dieter Wagner, Hamburg 1974, ISBN 3-921029-23-6.
- Damit die Musik nicht aufhört… Ein musikphilosophischer Essay. Verlag Karl Dieter Wagner, Eisenach 1997, ISBN 3-88979-069-0.
- Das Ineinander der Zeiten. Kompositionstechnische Grundlagen eines evolutionären Musikdenkens. Weidler-Verlag, Berlin 2001, ISBN 3-89693-186-5.
- Die Heilung des verlorenen Ichs. Kunst und Musik in Europa im 21. Jahrhundert. Europa Verlag, München 2018, ISBN 978-3-95890-083-7.
- Europas zweite Renaissance: Mensch, Natur und Kunst im Anthropozän. Europa Verlag, München 2022, ISBN 978-3-95890-412-5.

#### Aufsätze
- Zwei Studien über das Cello-Konzert von Ligeti. In: Zeitschrift für Musiktheorie. 6. Jg., Heft 2, 1974, S. 97 ff.
- Bilderverbot und Exodus – Avantgarde als Mythos. Ein musikphilosophischer Essay. In: Hanns-Werner Heister, Wolfgang Hochstein (Hrsg.): Kultur, Bildung, Politik: Festschrift für Hermann Rauhe. von Bockel Verlag, Hamburg 2000.
- Der Weg der Melodie ins 20. Jahrhundert. In: Gottfried Krieger und Matthias Spindler (Hrsg.): Musik als Lebensprogramm, Festschrift für Constantin Floros zum 70. Geburtstag. Peter Lang Verlag, Frankfurt am Main 2000.
- Avantgarde und Trauma – Die Musik des 20. Jahrhunderts und die Erfahrungen der Weltkriege. In: Lettre International. deutsche Ausgabe Nr. 71, Berlin, Winter 2005, S. 92–97.
- Magie und Moderne – eine musikästhetische Skizze. In: Neue Zeitschrift für Musik. 165. Jg., Nov./Dez. 2004.
- Mikrotonal-modale Melodik. In: Manfred Stahnke (Hrsg.): Mikrotöne und mehr. von Bockel Verlag, Hamburg 2005, ISBN 3-932696-62-X.
- „Denn wo die Lieb erwachet…“ Todessehnsucht in der Musik des 19. Jahrhunderts. In: Neue Zeitschrift für Musik. 167. Jg., Heft 6, Nov./Dez. 2006.
- War das der Fortschritt? – Ein Rückblick auf die Musik des 20. Jahrhunderts. In: Die Tonkunst. 1. Jg., Heft 1, Jan. 2007, S. 44–51.
- „Reines Material“ und „Neues Hören“ als Kältepanzer – Chiffren des Schmerzes in der Musik. In: Neue Zeitschrift für Musik. 168. Jg., Heft 6, Nov./Dez. 2007, S. 17–19.
- Bausteine einer neuen Tonalität – Zu Krzysztof Penderecki und Lera Auerbach. In: Die Tonkunst. 2. Jg., Heft 1, Jan. 2008.
- Tonalität heute – warum nicht? In: Das Orchester. 56. Jg., Heft 9, Sept. 2008.
- Tim Steinke (Hrsg.): Avantgarde, Trauma, Spiritualität. Vorstudien zu einer neuen Musikästhetik. Schott, Mainz 2014, ISBN 978-3-7957-0853-5.[1]

## Diskographie
- Wolfgang-Andreas Schultz. Profile – Komponistenportrait (Werke: Variationen über ein Abendlied, Maria Aegyptiaca, Sonate für Violine und Klavier, „Die Schöpfung ist zur Ruh gegangen“), Interpreten: Julia Barthe, Thomas Böttger, Bernd Musil, Fridtjof Keil, Angela Klotz, Isabella Petrosjan, Peter-Jürgen Hofer; Label: Charade, 1997
- Wolfgang-Andreas Schultz. Nacht der Versuchungen, Nacht des Todes (Klavierwerke: Die Versuchungen des heiligen Antonius, Mein junges Leben hat ein End), Interpreten: Karl-Heinz und Michael Schlüter, Peter-Jürgen Hofer; Label: MusiKado aulos, 2004